# مشرق (فلم)
مُشرق (بالإنجليزية: Bright) فيلم جريمة، حركة وخيال علمي أمريكي، إخراج وإنتاج وكتابة ماكس لانديس. وبطولة ويل سميث بدور ضابط في شرطة لوس أنجلوس يعمل مع زميله ضابط الشرطة الأورك (جويل إجيرتون) في عالم يسكنه البشر والمخلوقات الاسطورية، كما يظهر في الفيلم نومي رابيس، لوسي فراي، إدغار راميريز وآيك بارينهولتز.
بدأ تصوير الفيلم في نوفمبر، 2016 في مدينة لوس أنجلوس، الولايات المتحدة وأكتمل في 4 فبراير، 2017. توفر الفيلم للعرض حسب الطلب حول العالم على نتفليكس في 22 ديسمبر، 2017.

## الممثلين والشخصيات
- ويل سميث بدور دارل وارد، ضابط شرطة بشري من مدينة لوس أنجلوس.
- جويل إجيرتون بدور نيك جاكوبي، أول ضابط شرطة من مخلوقات الأورك، وزميل دارل في العمل.
- نومي رابيس بدور ليلاه، جنية تحاول السيطرة على العصى السحرية.
- لوسي فراي بدور تيكا، جنية شابة تمتلك العصى السحرية.
- إدغار راميريز بدور كاندومير، ضابط فدرالي برتبة عالية من الجن يعمل في قسم السحر.
- آيك بارينهولتز بدور بولارد، ضابط شرطة فاسد يحاول سرقة العصى السحرية.

## الجزء الثاني
في ديسمبر 2017، طلبت نتفليكس جزءاً ثاني من الفيلم.

## وصلات خارجية
- مشرق على نتفليكس
- مقالات تستعمل روابط فنية بلا صلة مع ويكي بيانات

لا توجد روابط لمواقع التواصل الاجتماعي.